# 리 대수 값 미분 형식
기하학에서 리 대수 값 미분 형식(Lie代數값微分形式, 영어: Lie-algebra-valued differential form)은 리 대수인 자명한 벡터 다발의 값의 미분 형식이다. 이 경우, 일반 벡터 값 미분 형식과 달리, 두 미분 형식에 대한, 쐐기곱과 리 괄호를 합성한 연산을 취할 수 있다.

## 정의
다음이 주어졌다고 하자.
- 매끄러운 다양체 {\displaystyle M}
- 유한 차원 실수 리 대수 {\displaystyle {\mathfrak {g}}}

그렇다면, 자명한 벡터 다발 {\displaystyle M\times {\mathfrak {g}}\twoheadrightarrow M}을 생각할 수 있다. 이 벡터 다발의 값을 갖는 미분 형식
{\displaystyle \alpha \in \Gamma \left(M;{\mathfrak {g}}\otimes _{\mathbb {R} }\bigvee ^{\bullet }\mathrm {T} ^{*}M\right)}
을 {\displaystyle {\mathfrak {g}}}값 미분 형식이라고 한다.

### L∞-대수값의 1차 미분 형식
1차 미분 형식의 경우, 다음과 같이 L∞-대수에 대하여 일반화될 수 있다.
구체적으로, 다음이 주어졌다고 하자.
- 매끄러운 다양체 {\displaystyle M}
- 유한형 (즉, 각 차수별 차원이 유한한) 실수 L∞-대수 {\displaystyle {\mathfrak {g}}}. 이는 물론 코쥘 쌍대성에 따라 가환 미분 등급 대수 {\displaystyle \operatorname {CE} ({\mathfrak {g}})}로 여겨질 수 있다.

그렇다면, 다음을 구성할 수 있다.
- {\displaystyle M} 위의 미분 형식들의 공간은 가환 미분 등급 대수 {\displaystyle \Omega (M)}를 이룬다.
- {\displaystyle {\mathfrak {g}}}의 베유 대수 {\displaystyle \operatorname {W} ({\mathfrak {g}})} 역시 가환 미분 등급 대수를 이룬다.

그렇다면, {\displaystyle M} 위의 {\displaystyle {\mathfrak {g}}} 값의 미분 형식은 미분 등급 대수의 준동형
{\displaystyle \alpha \colon \operatorname {W} ({\mathfrak {g}})\to \Omega (M)}
이다.
만약 {\displaystyle {\mathfrak {g}}}가 리 대수일 경우 (즉, {\displaystyle {\mathfrak {g}}}의 모든 등급이 0차일 경우, 또는 마찬가지로 {\displaystyle \operatorname {CE} ({\mathfrak {g}})}의 생성원의 모든 등급이 1차일 경우), 이 정의는 {\displaystyle {\mathfrak {g}}}값의 1차 미분 형식의 정의로 귀결된다.

## 연산

### 리 괄호
매끄러운 다양체 {\displaystyle M} 위의, 실수 리 대수 {\displaystyle {\mathfrak {g}}} 값의, {\displaystyle m}차 미분 형식 {\displaystyle \alpha }와 {\displaystyle n}차 미분 형식 {\displaystyle \beta }가 주어졌다고 하자. 그렇다면, 그 리 괄호는 다음과 같은, {\displaystyle {\mathfrak {g}}} 값의 {\displaystyle m+n}차 미분 형식이다.
{\displaystyle [\alpha \wedge \beta ](v_{1},\dotsc ,v_{m+n})={\frac {1}{(m+n)!}}\sum _{\sigma \in \operatorname {Sym} (m+n)}(-)^{\sigma }[\alpha (v_{1},\dotsc ,v_{m}),\beta (v_{m+1},\dotsc ,v_{m+n})]\qquad \forall x\in M,\;v_{1},\dotsc ,v_{m+n}\in \mathrm {T} _{x}M}
이에 따라, {\displaystyle M} 위의 {\displaystyle {\mathfrak {g}}} 값의 미분 형식들은 실수 등급 대수를 이룬다.

### 준동형
임의의 실수 리 대수의 준동형 {\displaystyle \phi \colon {\mathfrak {g}}\to {\mathfrak {h}}} 및 {\displaystyle {\mathfrak {g}}}값의 {\displaystyle m}차 미분 형식 {\displaystyle \alpha }가 주어졌을 때,
{\displaystyle \phi (\alpha )(v_{1},\dotsc ,v_{m})=\phi (\alpha (v_{1},\dotsc ,v_{m}))\qquad \forall x\in M,\;v_{1},\dotsc ,v_{m}\in \mathrm {T} _{x}M}
로 정의하면, {\displaystyle \phi (\alpha )}는 {\displaystyle M} 위의 {\displaystyle {\mathfrak {h}}} 값의 {\displaystyle m}차 미분 형식을 이룬다.

## 같이 보기
- 마우러-카르탕 형식